# Ролс (окръг, Мисури)
Окръг Ролс (на английски: Ralls County) е окръг в щата Мисури, Съединени американски щати. Площта му е 1254 km², а населението - 9626 души (2000). Административен център е град Ню Лъндън.